# Sciare (periodico)
Sciare è una rivista quindicinale riguardante gli sport invernali, fondato dal giornalista Massimo Di Marco il 1º dicembre del 1966.

## Storia
Sulla prima copertina compare Carlo Senoner che vinse la medaglia d'oro ai Campionati del Mondo di sci a Portillo. Dapprima capo redattore della rivista Nevesport, chiusa ormai da tanti anni e inviato per lo sci de La Gazzetta dello Sport, Massimo Di Marco ha diretto la rivista creando la casa Editrice DMK Editrice. In 58 anni di attività, la rivista ha visto la firma di importanti nomi del giornalismo sportivo italiano e di personaggi del "Circo Bianco". Nei primi anni scrisse addirittura Walter Tobagi, amico di penna di Massimo Di Marco, prima che poi divenisse un'icona del giornalismo della politica italiana. Comparvero in redazione Fulvio Golob, Luisa Ossola, Lucio Zampino, Roberto Della Torre, Luigi Di Marco (ex atleta del chilometro lanciato), Claudio Baldessarri (per anni capo ufficio stampa della Fisi), Mario Cotelli (ex direttore tecnico degli Azzurri ai tempi della "Valanga Azzurra", Paolo De Chiesa, ex atleta e attuale spalla tecnica delle telecronahce RAI dello sci.
Inizialmente si proponeva con 12 numeri all'anno, per poi assestarsi su 10, a partire dal 15 ottobre, con periodicità quindicinale, fino all'ultimo numero della stagione tra la fine di marzo e i primi di aprile. Best seller di Sciare è la Guida Tecnica all'Acquisto: (esce a fine ottobre) contiene tutte le informazioni del panorama attrezzatura del mercato italiano. Famosi sono i test degli sci (Sci alpino, Freeride, Freestyle, Sci alpinismo, sci gara junior) e degli scarponi, che coinvolgono circa 50 testatori scelti tra i più noti ed esperti professionisti della neve (Giorgio Rocca, Fabio De Crignis, Gianluca Grigoletto, Mirko Deflorian...). I figli di Massimo Di Marco, Marco e Rossella, sono anch'essi in redazione; Rossella si è sempre occupata di moda ma ne è uscita nel 2002, Marco di attrezzatura e tecnica, poi inviato di Coppa del Mondo.
Nel 2002 la casa editrice è passata in mano alla società Publimaster che già risultava essere concessionaria di pubblicità di Sciare. Dal 2002, Marco Di Marco è diventato Direttore Responsabile, mentre Massimo Di Marco si è ritirato. 
Nel 1997 Sciare mette on line la prima pagina del sito sciaremag.it che ospita anche un forum di discussione.
Tra i numerosissimi eventi ideati dalla rivista Sciare, l'attraversata della Groenlandia negli anni 80 per celebrare i 100 anni della nascita dello sci sportivo (Fridjof Nansen), Lo ski style, gara di tecnica dello sci, alla fine degli anni Novanta, la competizione "Fis Carving Cup", entrata a far parte delle discipline sia Fisi che Fis e nell'estate 2014 "Sciare Campus, l'Università della tecnica", corsi di perfezionamento di sci alpino, freeride, freestyle e sci alpinismo, che vede come docenti, alcuni top player dell'insegnamento italiano.
Dal 2020 Sciare è disponibile anche nella versione digitale e, come la versione cartacea, esce il 1° e il 15 di ogni mese da ottobre fino a metà febbraio. Poi l'ultimo numero a fine marzo.
La Rivista Sciare è organo ufficiale dell'AMSI (Associazione Maestri di Sci italiani), del Col.Naz (Collegio nazionale Maestri di Sci), della Fisip (Federazione Italiana Sport Invernali Paralimpici), dell'Anef (Associazione Nazionale Enti Funiviari). È inoltre Media Partner della Fisi (Federazione Italiana Sport Invernali) e di gran di eventi come Torino 2006, Mondiali Cortina 2021, EYOF FVG 2023, Fisu Torino 2025.